# Estación de Tomar
La Estación Ferroviária de Tomar, también conocida como Estación de Tomar, es una plataforma del Ramal de Tomar, que sirve a la ciudad de Tomar, en el distrito de Santarém, en Portugal.

## Características

### Localización y accesos
La estación se encuentra junto a la Avenida de los Combatentes da Gran Guerra, en la localidad de Tomar.

### Descripción física
En enero de 2011, esta plataforma disponía de cuatro vías de circulación, todas con 210 metros de longitud; las plataformas tenían todas 215 metros de extensión, y 90 centímetros de altura.

## Historia
El Ramal de Tomar entró en servicio, con la denominación de Caminho de Ferro de Lamarosa a Tomar,  el 24 de septiembre de 1928.
En diciembre de 1992, la Asociación Portuguesa de los Amigos del Ferrocarril realizó un servicio especial, remolcado por una locomotora a vapor, hasta esta estación.